# Міхал Міхальський
Міхал Міхальський (пол. Michał Michalski; 29 вересня 1846, Львів — 13 квітня 1907, Львів) — галицький громадський діяч, президент Львова та посол до Галицького сейму, підприємець.

## Життєпис

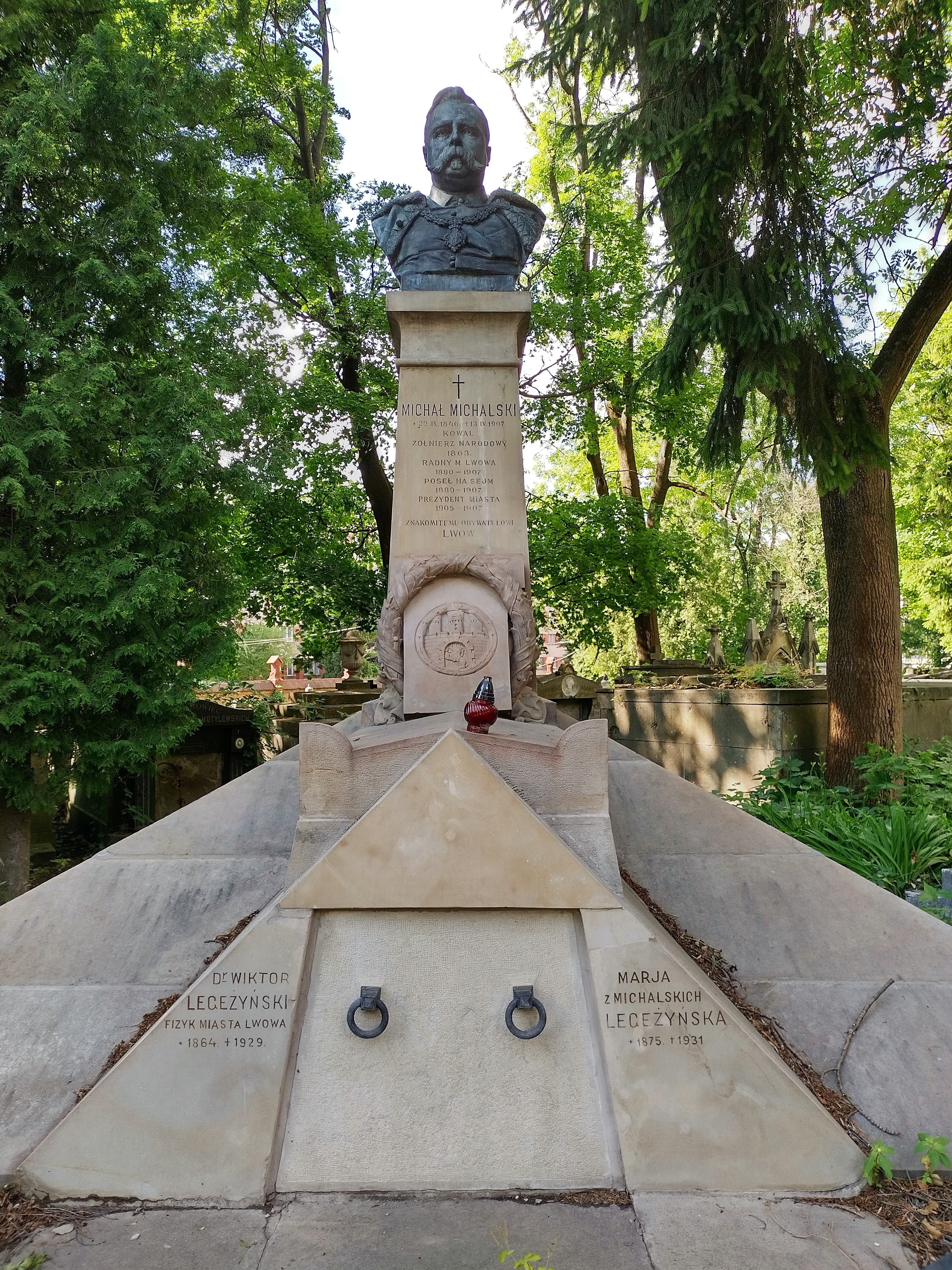
Надгробок Міхала Міхальського на Личаківському цвинтарі у Львові

Народився 29 вересня 1846 року в м. Львові.
Навчався на коваля. 1873 року був майстром, власником ковальської майстерні. З неї 1879 року утворився вагонобудівний завод. 1880 року вперше був обраний до міської ради. 1896 року обраний II-м віце-президентом Львова, 1899 року — І-м віце-президентом. Президентом Львова обраний в липні 1905 року.
Ходить легенда, за якою 1898 року під час відкриття пам'ятника королю Яну III Собеському сказав, що королівський кінь зле підкований.
Раптово помер 13 квітня 1907 року, похований на Личаківському цвинтарі. Пам'ятник на його могилі 1909 року виконав Тадеуш Блотницький.